# Wapen van Tessenderlo

Het wapen van Tessenderlo (sinds 1858).

Het wapen van Tessenderlo is het heraldisch wapen van de Limburgse gemeente Tessenderlo. Het wapen werd voor het eerst op 23 juli 1858 bij koninklijk besluit aan de gemeente toegekend en op 21 juni 1994 bij ministerieel besluit herbevestigd.

## Geschiedenis
Omdat de schepenbank van Tessenderlo sinds de 15e eeuw tot het eind van het ancien régime een zegel met Sint-Maarten te paard samen met de bedelaar gebruikte, vroeg de gemeente in 1858 dan ook deze beeltenis aan als haar gemeentewapen. Dit wapen werd in 1994 opnieuw herbevestigd.

## Blazoenering
De eerste blazoenering luidde:

D'azur à un St. Martin à cheval, coupant, avec son épée, son manteau, dont il donne la moitié à un pauvre boiteux, le tout d'or.
In azuur het beeld van St-Maarten met den bedelaar, alles van goud.
— Koninklijk Besluit van 23 juli 1858.

De huidige blazoenering luidt:

In lazuur een Sint-Maarten met een kreupele bedelaar geplaatst op een grond, het geheel van goud.
— Ministerieel Besluit van 21 juni 1994.